# Гийом де Арсиньи
Гийо́м де Арсиньи́ (фр. Guillaume de Harcigny; ок. 1300, Лан — 10 июля 1393, Лан) — знаменитый средневековый французский врач. Лечил короля Франции Карла VI. Получил степень магистра медицины в Парижском университете. Обучался врачеванию на Ближнем Востоке и в Италии. Когда он вернулся во Францию, то слава о его умениях разлетелась по округе. Современники Гийома де Арсиньи утверждали, что он превосходил знаниями и опытом всех других врачей своего времени. Написал трактаты по медицине, анатомии и естествознанию. Он смог накопить крупное состояние, при этом не был женат, и перед смертью завещал своё имущество городу Лан. Надгробие с его изображением является одним из старейших транзи во Франции.

## Биография
Согласно сложившемуся мнению, Гийом де Арсиньи родился в городе Лан. Его отец, вероятно, работавший фермером в деревне Арсиньи, в конце XIII века поселился в Лане с семьёй и стал жить на доходы от своей собственности. Этот заработок, хотя и скромный, тем не менее позволил ему вести независимую деятельность в городе и обеспечить своему сыну гуманитарное образование. Благодаря этому Гийом одинаково хорошо писал на французском и латинском языках, но его труды не сохранились.

### Магистр медицины
Отец посоветовал Гийому выбрать профессию и тот решил стать врачом. Считается, что первые уроки медицины он получил у каноника ланского собора, бывшего тогда известным экспертом в этой науке. Затем в Парижском университете он сдал экзамены на звание магистра медицины и вернулся в отчий дом около 1330 года, однако Гийому оказалось этого не достаточно. В то время наиболее сведущими в медицинском искусстве считались арабские врачи, поэтому Гийом отправился на Восток. В его путевом дневнике были указаны города, в которые он заезжал, примечательные места, любопытные объекты природы и искусства. После XVII века дневник был утерян, сохранились лишь названия стран, где он путешествовал. Прибыв по суше в Сирию, Гийом затем отправился через Палестину, гору Синай, Красное море; исследовал Египет, город Александрию, и вернулся в Европу через Италию. Его продвижение в разных странах было медленным, потому что он останавливался везде, где мог заниматься медициной. Он не покинул Италию, пока не посетил самые знаменитые университеты и не встретился с наиболее выдающимися врачами этой страны. Вернувшись в родной Лан, Гийом обнаружил, что его родители умерли, однако он всё равно обосновался в этом городе.
Свободное время Гийом использовал для написания работ по медицине, анатомии и естествознанию. Он является автором таких научных трудов, как: сборник многочисленных рецептов для лечения различных заболеваний; трактат по анатомии; трактат об анализе и составе минеральных вод; трактат о природе и свойствах драгоценных камней и т. д. Эти различные труды исчезли в течение или после XVII века. Профессор истории искусства Кэтлин Коэн выдвинула гипотезу, что трактат врача де Арсиньи о драгоценных камнях «фр. les pierres precíeuses» мог быть либо обычным обсуждением свойств различных камней терапевтического или магического характера, либо работой, связанной с алхимическими исследованиями, поскольку философский камень также был известен под названием «фр. la pierre precieuse». Гийом мог познакомиться с алхимической символикой в ходе своих путешествий по Ближнему Востоку, так как большинство известных арабских алхимиков (Разес, Аль-Фараби, Авиценна) были практикующими врачами. Генеральный куратор отдела скульптуры Лувра Франcуаза Барон признала, что некоторые аргументы Коэн требуют внимания. В дополнение она заметила, что алхимики любили называть себя философами. Тем не менее, нет достоверных свидетельств, что Гийом занимался оккультными науками.

### Слава и богатство
Мастерство Гийома де Арсиньи сделало его хорошо известным в округе. Через несколько лет практики слава о нём разнеслась настолько, что его современник, историк Жан Фруассар, утверждал, что Гийом знаниями и опытом превосходил всех врачей своего времени. Численность клиентов росла вместе с его репутацией, люди приезжали к нему за консультациями со всех концов ланской епархии. Благодаря медицине Гийом смог заработать большое состояние, он стал собственником обширных земель в епархиях Лана и Нуайона. Врач де Арсиньи был холостяком, его повседневные расходы были сведены к минимуму, а имущество ежегодно прибавлялось за счёт превышения доходов над расходами. В Лане Гийому принадлежало три дома: фамильный дом, где он жил и воспитывался с детства, и который находился за монастырём Кордельерс; два других располагались на улице дю Блок. Чтобы продолжать поддерживать многочисленные связи в городе Нуайон, Гийом основал там вторую резиденцию. Однако, несмотря на неоднократные отлучки, он всегда сохранял большую симпатию к Лану. По словам Фруассара, это было любимое место жительства Гийома.
Близким другом врача де Арсиньи был Ангерран VII де Куси, один из главных вельмож при дворе французского короля. Гийом владел собственностью в сеньории Куси, и это обстоятельство объясняет слова Фруассара, что Гийом был из земли Куси и подданным Ангеррана.

### Лечение Карла VI

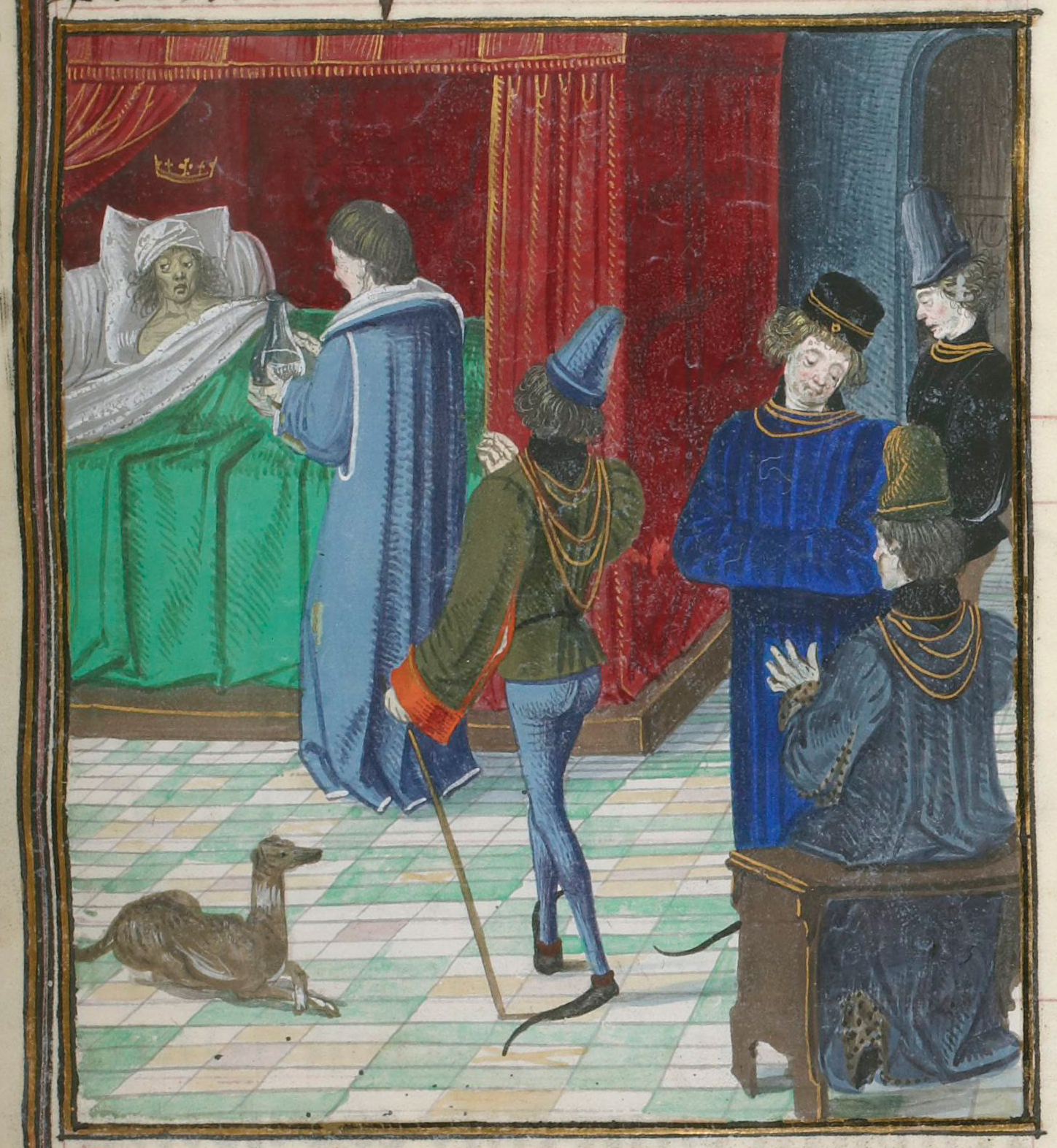
Прикованный к постели король Карл VI и его врач. Картина из Хроник Жана Фруассара

5 августа 1392 года король Карл VI перенёс первый приступ безумия, после чего его в бессознательном состоянии доставили в замок Крей. Для лечения монарха было вызвано множество медиков, но они не могли устранить болезнь и быстро сменяли друг друга.
Когда врач де Арсиньи узнал о недуге короля, он рассказал некоторым своим друзьям, что думает об этом, упомянув цвет лица Карла. Он заявил, что болезнь монарха вызвана тем, что тот «взял слишком много влажности» от своей матери, иначе говоря, унаследовал её «холодный темперамент». Диагноз, который Гийом поставил Карлу VI, позволяет предположить, что этот врач работал в рамках классической традиции гуморальной патологии. Высказывание Гийома было дословно передано сиру де Куси, который в то время входил в королевский совет и жил в парижской гостинице, недалеко от апартаментов герцога де Орлеан и двух дядей государя (герцогов де Берри и де Бургонь). Сир де Куси пришёл к этим герцогам и рассказал, как высоко оценивает благоразумие и мастерство врача де Арсиньи, заверив, что присутствие Гийома может быть очень полезным для короля, чтобы восстановить его здоровье. Три герцога благосклонно встретили слова Агеррана и поспешили вызвать Гийома. Родственники Карла VI радушно приняли врача, а затем приказали ему немедленно отправиться в замок Крей и оставаться с монархом до его полного выздоровления.
В первые дни лечения король испытывал припадки яростного безумия. Однажды он попытался выброситься из окна своей спальни к подножию стен замка. Чтобы предотвратить повторение подобных происшествий, врач де Арсиньи приказал построить у окна комнаты, где жил государь, балкон, который выступал во двор и откуда Карл мог без риска для жизни дышать свежим воздухом и наблюдать за игрой в мяч. Этот балкон был окружён балюстрадой, металлические прутья которой близко располагались друг к другу, но сохраняли между собой достаточное расстояние, чтобы видеть окружающий пейзаж.
Гийом установил в замке Крей строгие правила. В ту часть здания, которая была отведена для монарха и него, никто не мог войти без письменного разрешения. Исключение составляли только герцоги де Орлеан и де Бурбон. Прежде всего врач снял с монарха лихорадку, которая долгое время того мучила. Затем Гийому удалось восстановить аппетит и нормальный режим сна пациента. С помощью доброты и внимания магистр медицины сумел настолько проникнуть в ослабленный разум Карла, что вскоре приобрёл над ним значительное влияние, которое использовал, чтобы король принимал лекарства. Затем Гийом учил Карла рассуждать в соответствии с возможностями его разума. Таким образом удалось восстановить порядок и последовательность мыслей государя. Чтобы вернуть бодрость Карлу, Гийом назначил ему умеренные занятия верховой ездой и соколиную охоту.
Под присмотром врача де Арсиньи король постепенно выздоравливал, благодаря здоровому сну, отдыху, физическим упражнениям и свежему воздуху. Лечение продолжалось шесть недель, с 15 августа по 30 сентября 1392 года. Когда к государю вернулся разум, то он захотел повидаться со своей женой и сыном. Их живая, естественная беседа стала свидетельством его исцеления. После того, как Карл пришёл в себя, а симптомы лихорадки исчезли, врач де Арсиньи отправил его обратно в Париж, посоветовав дядям короля не обременять его государственными делами, а позволить ему восстановить силы, во избежание повторения приступов или более ужасных событий. Герцоги уговаривали Гийома остаться присматривать за Карлом, однако тот настоял на своём возвращении в Лан, сказав, что теперь он только «немощный старик» и не может выносить придворные порядки. Перед отъездом Гийома наградили 1000 золотых крон, также его имя было занесено в реестр королевского дома как врача государя с правом требовать отправку четырёх лошадей из королевских конюшен всякий раз, когда ему понадобится явиться ко двору.

### Пожертвование городу
18 июня 1393 года Гийом оформил завещание и 10 июля 1393 года умер после непродолжительной болезни, оставив городу Лан щедрое наследство. Гийом де Арсиньи не был женат и не принадлежал религиозным орденам, поэтому мог распоряжаться своим состоянием, как ему заблагорассудится. Среди прочего, он подарил кафедральному собору Лана 1100 золотых франков, а также пять потиров из чистого золота. Ещё по одному золотому потиру массой 3,5 марки должно было быть пожертвовано в четыре приходские церкви. Значительную часть своего имущества он повелел использовать для ремонта и укрепления стен Лана и Нуайона. Средства на укрепления были пожертвованы в середине Столетней войны. Лан получил 6000 флоринов на бессрочное содержание стен, башень и рвов, которые его окружали. Известен другой подобный случай, когда древнеримский врач Кринас Массалийский пожертвовал родному Марселю средства для городских укреплений. Следует полагать, что Гийом де Арсиньи был знаком с этой историей и последовал примеру, описанному Плинием Старшим.

## Надгробие

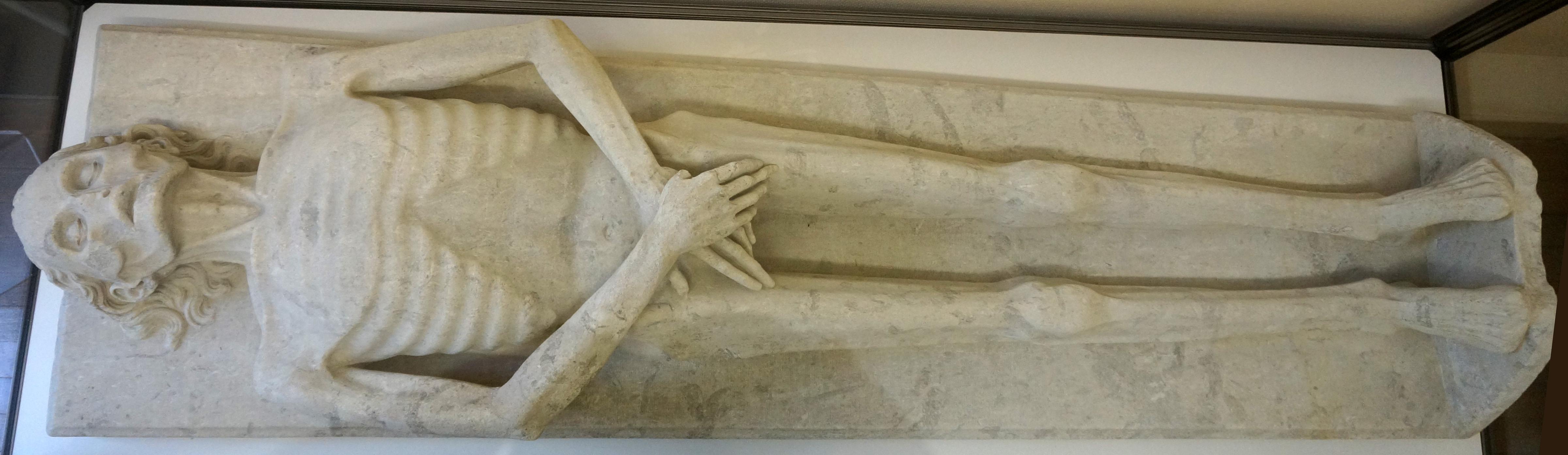
Надгробие с могилы Гийома де Арсиньи в. Один из старейших транзи во Франции. Длина 1,84 м, масса 200 кг. Изначально должен был быть окрашен

По сообщению главного хранителя наследия Лана, Каролин Джорран, кроме передачи имущества городу, Гийом де Арсиньи также завещал, чтобы была изготовлена скульптура, изображающая его мёртвое тело через год после его смерти. Подобный выбор объясняется специализацией покойного, который, вероятно, желал дать коллегам возможность изучить свой труп. Появление подобной статуи можно ещё связать с тем, что на протяжении XIV века население Франции сталкивалось со смертью в её самых суровых проявлениях в виде эпидемий чумы, голода и войн. Однако по словам Кэтлин Коэн, конкретные указания Гийома относительно того, как следует построить его гробницу, не были включены в завещание, и не найден документ, содержащий такие распоряжения.
На гробнице Гийома золотыми буквами была нанесена следующая надпись:
Почтенной памяти мастера Гийома де Арсиньи.
Умер в 1393 году, 10 числа июня месяца от Рождества Христова.
Я возвращаю Богу и природе свои элементы.
Да будут угодны Богу деяния всех.Оригинальный текст (лат.)Obiit venerandæ memoriæ magister Guillermus de Harcigny
Anno salutis MCCC IIIIXX XIII, mensis junii X.
Deo et naturæ reddo simplicia
Acta compositi sint Deo grata.
Две последние строки похожи на фразу, выбитую на могиле французского врача XV века Робера Шармолю, и присутствовали на дверях французского поместья семьи Бэиле. Таким образом, можно предположить, что это выражение могло быть более широко распространено во Франции.
Известняковая фигура, изображающая мёртвое тело врача, первоначально покоилась на основании из чёрного мрамора (ныне утерянном), по бокам которого была выгравирована золотыми литерами эпитафия на латыни:
Да будет известно всем, что здесь похоронен знаменитый и учёный человек, мастер Гийом де Арсиньи, в своё время магистр медицины и величайший философ, уроженец этой епархии…Оригинальный текст (лат.)Universis notum sit quod famosus et scientificus vir, magister Guillermus de Harcigny, quondàm magister in medicinâ et maximus philosophus, hic tumulatus, hujus diocœsis oriundus…
По одной версии гробница была сначала установлена на кладбище Кордельерс, а в 1627 году перенесена в часовню, когда кладбище закрылось. По другой версии гробница была сразу помещена в часовне согласно одному из пунктов завещания. Во время Французской революции, в 1791 году, жители Лана спасли транзи Гийома от разрушения и транспортировали его в местный собор. В 1841 году останки врача в свинцовом гробу были эксгумированы, но затем пропали. Через некоторое время руководство собора передало городскому музею Лана известняковое надгробие Гийома де Арсиньи. Сейчас надгробие установлено в монастыре тамплиеров, относящемся к музею.

## Комментарии
1. ↑  Также известен под именами: Гийом Арселин (фр. Guillaume Harcelin), Гийом де Арселли (фр. Guillaume de Harselli), Гийом де Арсли (фр. Guillaume de Harsely), Гийом д'Эрселин (фр. Guillaume d'Haercelin)[10].
2. ↑  С этим местом ещё связано имя тамплиера Анри де Арсиньи примерно 1267 года рождения.
3. ↑  В 1314 году при Парижском университете была основана коллегия Лана[фр.] для детей из обеспеченных семей.
4. ↑  Трактат по анатомии сначала был написан на латыни, а затем переведён им на французский язык в 1368 году.
5. ↑  Вероятно, форма шизофрении[9].
6. ↑  Мать Карла VI в 35 лет перенесла припадок безумия, который длился почти год[25].
7. ↑  Сумма 1000 золотых крон того времени примерно эквивалентна 350 000 евро в 2019 году[34][35].
8. ↑  Гийом де Арсиньи оставил после смерти сбережения в сумме 30 000 франков, что по меркам 1875 года равнялось примерно 500 000 франков[8]. В свою очередь, это около 1 900 000 евро в 2019 году[35].
9. ↑  Монета, которая чеканилась из 3,53 граммов почти чистого золота. Для сравнения: в XIV веке одна тонна пшеницы стоила 12 флоринов, а за 27 флоринов можно было нанять на год (365 человеко-дней) одного неквалифицированного рабочего[40].
10. ↑  Здесь говорится, что Гийом де Арсиньи умер 10 июня, что противоречит дате завещания 18 июня. Видимо, в латинских шрифтах отсутствует часть знаков[48].
11. ↑  Это предложение не доказывает, что Гийом родился в Лане, а скорее указывает на то, что он родился в пределах епархии[10].

### На французском языке
- Baron Françoise. Le médecin, le prince, les prélats et la mort: L'apparition du transi dans la sculpture française du Moyen-Age (фр.) // Cahiers archéologiques: fin de l'Antiquité et Moyen-Age : журнал. — Paris: Picard, 2003. — Vol. 51. — P. 125—158. — ISBN 2-7084-0728-7. — ISSN 0068-4945.
- Brachet Auguste. Pathologie mentale des Rois de France (фр.). — Paris: Hachette, 1903. — Vol. I. — P. 133. Архивировано 26 июня 2023 года.
- Bulletin de la Société académique de Laon (фр.). — Laon: Éd. Fleury et Ad. Chevergny, 1858. — Vol. VII. — P. XII.
- Carême Claude. L’homme et la mort, autrefois, à Laon (фр.) // Mémoires — Fédération des sociétés d'histoire et d'archéologie de l'Aisne : сборник. — 1997. — Vol. XLII. — P. 80—107. Архивировано 14 мая 2023 года.
- Devisme Jacques-François-Laurent. Histoire de la ville de Laon (фр.). — Laon: Le Blan-Courtois, 1822. — Vol. I. — P. 313—315. Архивировано 24 июня 2023 года.
- Fleury Édouard. Antiquités et monuments du département de l'Aisne. Partie 4 (фр.). — Le Livre d'histoire, 1882. — P. 244. — (Monographies des villes et villages de France). Архивировано 12 июня 2023 года.
- Froissart Jean. Chroniques sire Jehan Froissart (фр.). — 1400. — Vol. Français 2646. — P. 164.
- Froissart Jean. Le premier (-quart) volume de l'Histoire et cronique de Messire Iohan Froissart (фр.) / под ред. Denis Sauvage. — Lyon: Ian de Tournes, 1559. — P. 156. Архивировано 29 июля 2023 года.
- Gariel Hyacinthe. Bibliothèque historique et littéraire du Dauphiné (фр.). — Grenoble: Edouard Allier, 1864. — Vol. 1. Архивировано 23 июня 2023 года.
- Penant. Guillaume de Harcigny: médecin du roi Charles VI (1300—1393) (фр.) // La Thiérache: bulletin de la Société archéologique de Vervins (Aisne) : сборник. — Vervins: Au secrétariat de la Société, 1875. — 8 январь (vol. III). — P. 8—21.
- Thillois Marcel. Étude biographique sur Guillaume de Harcigny (фр.) // Bulletin de la Société Académique de Laon : сборник. — Éd. Fleury et Ad. Chevergny, 1857. — Vol. VI. — P. 359—382. Архивировано 15 мая 2023 года.

### На английском языке
- Cohen Kathleen Rogers. The Changing Meaning of the Transi Tomb in Fifteenth and Sixteenth Century Europe (англ.). — Berkeley: University of California — Faculty Publications, 1969. Архивировано 7 мая 2018 года.
- Gibbons Rachel. Chapter 3. «The limbs fail when the hed is removed»: Reactions of the body politic of France to the Madness of Charles VI (1380—1422) // The Image and Perception of Monarchy in Medieval and Early Modern Europe (англ.). — Cambridge Scholars Publishing, 2014. — P. 62. — ISBN 978-1-4438-6852-5.
- Heimerman Emily. A Portrait of Death: Analyzing the Transi Tomb of Guillaume de Harcigny (1300—1393 A.D.) (англ.) // The Coalition of Master’s Scholars on Material Culture. — 2021. — 2 April. Архивировано 23 июня 2023 года.
- Yoon David. How Much Is That in Dollars? (англ.). American Numismatic Society (25 октября 2022). Дата обращения: 24 июня 2023. Архивировано 25 октября 2022 года.

## Интернет-ссылки
- Escola Marc. Valeur de la monnaie de l’Âge Classique au XIXe siècle, par Éric Leborgne (fiche pratique) (фр.). Fabula (19 ноября 2019). Дата обращения: 23 июня 2023. Архивировано 23 июня 2023 года.
- Jorrand Caroline. Transi de Guillaume d’Harcigny (фр.). Musenor. Дата обращения: 14 мая 2023. Архивировано 23 ноября 2018 года.
- Les personnages célèbres (фр.). Laon ville d'Art et d'Histoire. Дата обращения: 14 мая 2023. Архивировано 14 июня 2002 года.
- Oosterwijk Sophie. Cadaver monument of Guillaume de Harcigny (d. 1393) (англ.). Church Monuments Society. Дата обращения: 14 мая 2023. Архивировано 29 сентября 2020 года.
- Xavier Massary. Tombe de Guillaume de Harcigny (transi) (фр.). Plateforme Ouverte du Patrimoine. Дата обращения: 26 июня 2023.